# 1644
| [ Edytuj tabelę ]              | |
| Król Polski                    | - 1632 Władysław IV Waza 1648 |
| Współksiążęta Andory           | - 1634 Pau Duran 1651 - 1643 Ludwik XIV 1715 |
| Król Anglii i Szkocji          | - 1625 Karol I 1649 |
| Elektor Bawarii                | - 1623 Maksymilian I Bawarski 1651 |
| Elektor Brandenburgii          | - 1640 Fryderyk Wilhelm 1688 |
| Sułtan Brunei                  | - 1619 Abdul Jailul Akhbar 1649 - 1625 Muhammad Ali 1660 |
| Cesarz Chin                    | - 1627 Chongzhen 1644 - 1644 Shunzhi 1661 |
| Król Czech                     | - 1637 Ferdynand III Habsburg 1657 |
| Król Danii                     | - 1588 Chrystian IV 1648 |
| Dalajlama                      | - 1617 Lobsang Gjaco 1682 |
| Cesarz Etiopii                 | - 1632 Fasiledes 1667 |
| Król Francji                   | - 1643 Ludwik XIV 1715 |
| Król Hiszpanii                 | - 1621 Filip IV 1665 |
| Landgraf Hesji-Kassel          | - 1637 Wilhelm VI Sprawiedliwy 1663 |
| Stadhouder Holandii            | - 1625 Fryderyk Henryk Orański 1647 |
| Szach Iranu                    | - 1642 Abbas II 1666 |
| Państwo Wielkich Mogołów       | - 1627 Szahdżahan 1658 |
| Król Irlandii                  | - 1625 Karol I Stuart 1649 |
| Cesarz Japonii                 | - 1643 Go-Kōmyō 1654 |
| Kalif                          | - 1640 Ibrahim I 1648 |
| Patriarcha Konstantynopola     | - 1639 Parteniusz I 1644 - 1644 Parteniusz II 1646 |
| Władca Korei                   | - 1623 Injo 1649 |
| Książę Kurlandii i Semigalii   | - 1642 Jakub Kettler 1682 |
| Książę Liechtensteinu          | - 1627 Karol Euzebiusz 1684 |
| Książę Monako                  | - 1612 Honoriusz II 1662 |
| Król Nawarry                   | - 1643 Ludwik XIV 1710 |
| Król Norwegii                  | - 1588 Chrystian IV 1648 |
| Sułtan Omanu                   | - 1624 Nasir ibn Murszid 1649 |
| Elektor Palatynatu             | - 1623 Maksymilian I Bawarski 1648 |
| Papież                         | - 1623 Urban VIII 1644 - 1644 Innocenty X 1655 |
| Książę Parmy i Piacenzy        | - 1622 Edward I 1646 |
| Król Portugalii                | - 1640 Jan IV 1656 |
| Książę w Prusach               | - 1640 Fryderyk Wilhelm Wielki Elektor 1688 |
| Car Rosji                      | - 1613 Michał I 1645 |
| Cesarz Rzymski (niemiecki)     | - 1637 Ferdynand III Habsburg 1657 |
| Kapitanowie Regenci San Marino | - 1643 Melchiorre Maggio Belluzzi Evangelista Belluzzi 1644 - 1644 Livio Pellicieri Gregorio Ceccoli 1644 - 1644 Giuliano Belluzzi Pier Leone Corbelli 1645 |
| Elektor Saksonii               | - 1611 Jan Jerzy I Wettyn 1656 |
| Król Szwecji                   | - 1632 Krystyna Waza 1654 |
| Król Tajlandii                 | - 1630 Prasat Thong 1655 |
| Sułtan Turków                  | - 1640 Ibrahim I 1648 |
| Doża Wenecji                   | - 1631 Francesco Erizzo 1646 |
| Król Węgier                    | - 1637 Ferdynand IV 1654 |
| Książęta Wirtembergii          | - 1628 Eberhard III 1674 |

Rok 1644 / MDCXLIV
stulecia: XVI wiek ~
XVII wiek ~
XVIII wiek

lata: 1634 «
1639 «
1640 «
1641 «
1642 «
1643 «
1644
» 1645
» 1646
» 1647
» 1648
» 1649
» 1654

## Wydarzenia w Polsce
- 30 stycznia – hetman wielki koronny Stanisław Koniecpolski oraz książę Jeremi Wiśniowiecki pobili przeważające siły tatarskie Tuhaj-beja w bitwie pod Ochmatowem.
- 16 września – pożar strawił większą część Kostrzyna.
- 24 listopada – ustawiono figurę króla na kolumnie Zygmunta III Wazy w Warszawie.

## Wydarzenia na świecie
- 30 stycznia – bitwa pod Ochmatowem.
- 29 marca – angielska wojna domowa: w bitwie pod Cheriton wojska parlamentarne pokonały rojalistów.
- 29 czerwca – angielska wojna domowa: Karol I Stuart pokonał siły Parlamentu w bitwie pod Cropredy Bridge.
- 2 lipca – angielska wojna domowa: bitwa na Marston Moor, wojska Cromwella rozgromiły wojska zwolenników króla Anglii Karola I.
- 11 lipca – wojna duńsko-szwedzka: bitwa morska pod Kolberger Heide.
- 3, 5 i 9 sierpnia – wojna trzydziestoletnia: bitwa pod Fryburgiem.
- 9 sierpnia–15 września – konklawe zakończone wyborem na papieża Innocentego X.
- 2 września – angielska wojna domowa: bitwa pod Lostwithiel.
- 13 października – wojna duńsko-szwedzka: bitwa w cieśninie Fehmarn.
- 27 października – angielska wojna domowa: siły Parlamentu pokonały Rojalistów w bitwie pod Newbury.
- 23 listopada:
  - wojna trzydziestoletnia: wojska szwedzkie pod wodzą marszałka Lennarta Torstenssona pokonały armię cesarską w bitwie pod Jüterbogiem.
  - angielski pisarz i poeta John Milton opublikował traktat przeciwko cenzurze dzieł drukowanych Areopagitica.
- 18 grudnia – królowa Szwecji Krystyna Waza przejęła faktyczną władzę w dniu swych 18-tych urodzin.
- Najazd Mandżurów na Chiny i założenie dynastii Qing (Mandżurskiej)

## Urodzili się
- 10 stycznia – Louis-François de Boufflers, marszałek Francji (zm. 1711)
- 16 czerwca – Henrietta Anna Stuart, Księżna Orleanu (zm. 1670)
- 12 sierpnia – Heinrich Ignaz Biber, austriacki kompozytor (zm. 1704)
- 16 sierpnia – François-Timoléon de Choisy, francuski pisarz (zm. 1724)
- 25 września – Ole Romer, duński astronom (zm. 1710)
- 14 października – William Penn, kwakier angielski, założyciel Pensylwanii (zm. 1718)
- 25 listopada – Franciszek de Posadas, hiszpański dominikanin, błogosławiony katolicki (zm. 1713)

## Zmarli
- 15 marca – Luiza Julianna Orańska, księżniczka orańska, (ur. 1576)
- 24 marca – Cecylia Renata Habsburżanka, królowa polska, pierwsza żona Władysława IV Wazy (ur. 1611)
- 26 lipca – Andrzej z Phú Yên, wietnamski męczennik, błogosławiony katolicki (ur. 1625 lub 1626)
- 29 lipca – papież Urban VIII (ur. 1568)
- 6 października – Elżbieta de France, królowa Hiszpanii i Portugalii (ur. 1602)

## Święta ruchome
- Tłusty czwartek: 4 lutego
- Ostatki: 9 lutego
- Popielec: 10 lutego
- Niedziela Palmowa: 20 marca
- Wielki Czwartek: 24 marca
- Wielki Piątek: 25 marca
- Wielka Sobota: 26 marca
- Wielkanoc: 27 marca
- Poniedziałek Wielkanocny: 28 marca
- Wniebowstąpienie Pańskie: 5 maja
- Zesłanie Ducha Świętego: 15 maja
- Boże Ciało: 26 maja